# Флаглер, Генри
Генри Моррисон Флаглер (англ. Henry Morrison Flagler; 2 января 1830, Хопуэлл, Нью-Йорк — 20 мая 1913, Уэст-Палм-Бич, Флорида) — американский финансист и предприниматель, промышленник, один из пионеров в нефтяной и железнодорожной отраслях США.

## Биография
С 1850 года занимался торговлей зерном в Беллвью, Огайо, где познакомился с Джоном Д. Рокфеллером, став его компаньоном. Позже предпринял неудачную попытку добывать соль в Мичигане, но затем вернулся к Рокфеллеру. Основой его будущего богатства стали индустрия угля, стали и нефти.
10 января 1870 года была основана компания Standard Oil (сама компания была основана в 1867 году, но в 1870 получила современное название), акциями которой изначально владели Джон Рокфеллер, его брат Уильям Рокфеллер, Генри Флаглер, Сэмюэл Андрей и Стивен В. Харкнесс. Флаглер до 1911 года занимал должность директора офиса компании в Нью-Джерси.
Был также владельцем железнодорожной компании и в 1886 году соединил несколько железнодорожных линий на восточном побережье Флориды в одну, вдоль которой он выстроил несколько роскошных вокзальных отелей. Ранее он купил землю во многих прибрежных районах — после строительства железной дороги и создания там туристической инфраструктуры они существенно поднялись в цене, и Флаглер смог продать их с большой прибылью. Участие Флаглера позволило создать туристическую инфраструктуру на восточном побережье Флориды, начавшую складываться в 1855 году — примерно в то же время, когда Генри Плант начала аналогичное дело на западном побережье Флориды. Кроме того, финансировал дноуглубительные работы в порту Майами и организовал пароходное сообщение с Ки-Уэстом и принадлежавшими тогда Великобритании Багамскими островами.